# Super Smash Bros. for Nintendo 3DS / for Wii U
Super Smash Bros. for Nintendo 3DS (大乱闘スマッシュブラザーズ for Nintendo 3DS, Dairantō Sumasshu Burazāzu fō Nintendō Surī Dī Esu) et Super Smash Bros. for Wii U (大乱闘スマッシュブラザーズ for Wii U, Dairantō Sumasshu Burazāzu fō Wī Yū) sont deux jeux vidéo de combat développés par Sora Ltd. et Bandai Namco Games et édités par Nintendo. Ils sont considérés comme le quatrième épisode de la série Super Smash Bros.. Super Smash Bros. for Nintendo 3DS est sorti en septembre 2014 au Japon et en octobre 2014 en Amérique du Nord, en Europe et en Australie, tandis que Super Smash Bros. for Wii U est sorti en novembre 2014 en Amérique du Nord, en Europe et en Australie et en décembre 2014 au Japon.
Le jeu propose des combats entre de nombreux personnages issus des franchises Nintendo ou d'éditeurs tiers. Le but du jeu est d'éjecter son adversaire hors de l'écran grâce à différents coups et objets utilisables au cours du combat. Plusieurs modes de jeu sont disponibles, chacun ayant des variantes dans les règles de combat. Bien que le système cross-platform ne soit pas présent, il y a un système de connectivité entre les deux versions. Le jeu est également compatible avec les figurines amiibo introduites à l'occasion de la sortie de la version Wii U.
Les deux jeux ont reçu des critiques très positives de la presse spécialisée et ont représenté un succès commercial, avec 9,63 millions d'exemplaires vendus pour la version Nintendo 3DS et 5,37 millions pour la version Wii U.

## Univers

### Combattants
Le jeu propose initialement un total de quarante-neuf personnages jouables (ou cinquante-et-un en comptant les variations du Mii). Parmi eux, trente-sept sont jouables immédiatement dans la version Nintendo 3DS et quarante-et-un dans la version Wii U. La majorité des personnages provient des anciens épisodes de la série. Certains personnages comme Sheik et Samus sans armure ne sont plus les transformations de Zelda et Samus, mais des personnages à part entière, ce qui permet au joueur de se concentrer sur un seul et même style de jeu pendant le combat. De même, Dracaufeu n'est plus accompagné du Dresseur de Pokémon comme c'était le cas dans l'épisode précédent. Enfin, certains personnages proposent des costumes alternatifs. Par exemple, ceux d'Olimar permettent d'incarner Alph, issu de Pikmin 3, ou encore, ceux de Bowser Jr. proposent de jouer avec les Koopalings. Dr Mario, apparu uniquement dans Super Smash Bros. Melee, fait son retour tandis que les Ice Climbers, initialement prévus, ne sont pas présents du fait de problèmes techniques rencontrés avec la version Nintendo 3DS. Sonic de Sega est également de retour.
En plus des personnages vétérans, quinze nouveaux personnages font leur apparition :
- Villageois d’Animal Crossing.
- Mega Man, de la série éponyme de Capcom[7].
- Entraîneuse Wii Fit de Wii Fit, avec son alter ego masculin en costume alternatif.
- Harmonie & Luma, gardienne de l'univers de Super Mario Galaxy.
- Little Mac, boxeur de Punch-Out!!.
- Amphinobi, dernière évolution du strater de type Eau de sixième génération apparu pour la première fois dans Pokémon X et Y.
- Mii, qui dispose de trois styles de combat différents : Boxeur, Épéiste et Tireur[8]. Ses caractéristiques sont influencées par sa taille : un petit gabarit est plus rapide tandis qu'un gros gabarit est plus puissant[9].
- Palutena, déesse du royaume céleste dans Kid Icarus.
- Pac-Man de la série éponyme de Bandai Namco Games[10].
- Lucina, fille du prince Chrom venue du futur dans Fire Emblem: Awakening.
- Daraen, stratège venu de Fire Emblem: Awakening qui se bat avec des tomes de magie.
- Shulk, porteur de l'épée Monado de Xenoblade Chronicles.
- Bowser Jr. de Super Mario Sunshine, aux commandes de son Koopa-Clown.
- Duo Duck Hunt, composé du chien et du canard de Duck Hunt.
- Pit maléfique, double maléfique de Pit dans Kid Icarus: Uprising.

Sept personnages supplémentaires sont ajoutés au jeu par contenu téléchargeable payant, portant le nombre total de personnages à cinquante-huit. Trois vétérans sont disponibles, qui sont le Pokémon Mewtwo, Lucas de Mother 3 et Roy de Fire Emblem: The Binding Blade, et quatre nouveaux :
- Ryu, combattant de Street Fighter.
- Cloud, protagoniste de Final Fantasy VII.
- Corrin, le prince aux deux familles de Fire Emblem Fates.
- Bayonetta, sorcière de l'Umbra de la série éponyme[11].

### Stages
Les décors des stages dans lesquels se déroulent les combats proviennent des différents univers dont les personnages sont issus et des franchises Nintendo, certains étant déjà présents dans les précédents jeux de la série. Chaque stage a le plus souvent une particularité, comme les stages à défilement ou qui changent de décors. D'autres types de stages ont également été introduits, comme les stages de très grande taille, à double plan et au terrain arrondi. De plus, chacun d'entre eux est disponible en version Destination Finale, c'est-à-dire, en version plate sans événement particulier.
Il y a initialement trente-quatre stages dans la version Nintendo 3DS et quarante-sept dans la version Wii U. Quelques stages disponibles via contenu additionnel payant viennent s'ajouter à la liste des stages de chaque version, tandis que le stage Duck Hunt pour la version Nintendo 3DS et le stage Miiverse sont ajoutés gratuitement lors d'une mise à jour. Ainsi, en comptant les contenus téléchargeables, le jeu propose quatre-vingt-quatre stages, Wii U et Nintendo 3DS compris.

## Système de jeu

### Généralités
Comme ses prédécesseurs, le jeu utilise un système de combat singulier par rapport à la majorité des jeux de combat. Les joueurs ont un large choix de personnages, et chacun tente d'éjecter ses adversaires hors des limites des différentes arènes de combat. Les personnages commencent le combat avec un pourcentage de dégâts à 0 % dont la valeur augmente dès qu'ils reçoivent des coups. Plus le pourcentage de dégâts est élevé, plus le personnage touché peut être éjecté loin hors du stage, entraînant alors la perte d'une vie.
Le système de jeu propose un compromis entre le style rapide et compétitif de Super Smash Bros. Melee et le style plus lent et casual de Super Smash Bros. Brawl. Les attaques standard s'effectuent à l'aide d'un seul bouton et il est possible de choisir leurs directions en orientant le stick directionnel. Une attaque Smash plus puissante peut être exécutée en déplaçant rapidement le stick directionnel dans une direction au moment de l'attaque. En plus des attaques basiques, il existe quatre types d'attaques spéciales s'effectuant à l'aide d'un deuxième bouton et l'orientation du stick directionnel.
Les personnages peuvent utiliser des objets pour remplacer leurs attaques traditionnelles. Chaque objet a un effet différent sur les personnages. Les objets classiques de la série sont toujours présents mais de nouveaux ont été introduits et certains ont également changé d'apparence et de fonction. Deux variétés d'objets, les Trophées Aide et les Pokéballs, invoquent respectivement des personnages de différents univers et des Pokémon qui ne peuvent pas être contrôlés par les joueurs. Bien qu'une grande partie aide le joueur qui les a invoqué, certains peuvent infliger des dommages à tous les joueurs ou perturber le combat de manière globale,.
Par ailleurs, le joueur peut personnaliser les coups spéciaux des personnages. Chaque personnage dispose de trois déclinaisons pour chacune de leurs attaques spéciales. Seuls les Mii et Palutena possèdent des attaques spéciales différentes disponibles dès le début du jeu. Les personnages disponibles via contenu additionnel ne possèdent cependant pas de personnalisation au niveau des attaques spéciales.
Les deux versions du jeu sont également compatibles avec les figurines amiibo. Elles font apparaître dans le jeu des « joueurs figurines » en tant qu'allié ou adversaire. Il est possible de les faire évoluer jusqu'au niveau 50 et de modifier leurs caractéristiques et leurs capacités pour en faire des personnages uniques. De plus, un joueur figurine peut apprendre différentes tactiques au cours des combats pour devenir encore plus fort,. Le joueur a la possibilité d'importer ses personnages personnalisés et les améliorer indépendamment de la plate-forme.

### Modes de jeu

#### Modes de jeu en commun
Le jeu dispose de plusieurs modes dans les deux versions, que ce soit en solo ou en multijoueur.
Le mode principal du jeu est le mode Smash. Il propose des combats entre plusieurs personnages, avec la possibilité de choisir différentes règles. Ce mode peut aussi bien être joué seul contre l'ordinateur qu'en multijoueur local.
Le mode All-Star, jouable jusqu'à deux joueurs sur Wii U, propose d'affronter tous les personnages du jeu, soit dans l'ordre chronologique d'apparition des jeux  sur Nintendo 3DS, soit dans l'ordre déchronologique sur Wii U. Il est nécessaire d'avoir débloqué tous les personnages pour compléter ce mode.
Le mode Stade contient trois types de mini-jeux. Le premier, Smash en masse, propose des combats particuliers contre des Mii avec plusieurs sortes de règles spécifiques, comme affronter cent ennemis ou éliminer le plus d'adversaires en trois minutes. Dans Bombe Smash, le joueur doit infliger des dégâts à une bombe avant de l'envoyer sur un ensemble de cibles dans le but d'obtenir le meilleur score possible. Enfin, dans Home-Run Smash, le joueur dispose de dix secondes pour infliger un maximum de dégâts à un sac de sable pour ensuite l'envoyer le plus loin possible à l'aide d'une batte de baseball. Sur Wii U, ces trois mini-jeux sont jouables à plusieurs joueurs, en simultané ou en alternatif.
Le mode Trophées à gogo propose de détruire des blocs qui tombent du ciel afin de gagner des Trophées.
Le jeu propose également un mode multijoueur en ligne dans lequel il est possible de jouer avec des amis ou tout le monde. Dans le premier mode, les règles du combat sont entièrement personnalisables. Dans le second, le jeu propose deux options différentes : Pour le fun et Pour la gloire. Dans cette dernière, les stages sont en version Destination Finale et aucun objet n'est disponible. Un système de modération a été mis en place afin d'éviter les griefers. Un mode spectateur est également présent pour regarder les combats. Enfin, le mode Conquête permet de supporter une équipe selon différentes thématiques en choisissant parmi les personnages spécifiques imposés.
Il existe également des modes de jeu exclusifs à chacune des versions.

#### Modes de jeu Nintendo 3DS
Le mode Classique de la version Nintendo 3DS propose un enchaînement de plusieurs combats dont le niveau de difficulté est paramétrable. Le joueur parcourt un chemin dans lequel plusieurs embranchements menant à différents combats s'offrent à lui. Les personnages à affronter peuvent proposer des caractéristiques différentes, par exemple être de taille géantes ou revêtus de métal. Le mode se termine par un combat contre Créa-Main seule ou accompagnée de Dé-Mainiaque en fonction du degré de difficulté choisi par le joueur.
Le mode Aventure Smash, inspiré du mode City Trial de Kirby Air Ride et jouable jusqu'à quatre joueurs, consiste en une chasse aux améliorations dans un gigantesque niveau pendant cinq minutes afin d'augmenter le plus possible les statistiques du personnage joué pour le combat final,.
La fonction StreetPass de la console est également utilisée dans le mode Smash StreetPass. Le joueur se bat avec un jeton à l'effigie d'un personnage et doit éjecter ceux des autres joueurs de l'arène,.

#### Modes de jeu Wii U
Le mode Smash propose plus d'options que celui de la version Nintendo 3DS, avec notamment le retour des matchs pièces, épuisement et Smash spécial, permettant de personnaliser certaines caractéristiques des personnages comme la taille, le poids ou encore la vitesse. De même, jusqu'à huit joueurs peuvent s'affronter sur certains stages du jeu,.
Dans le mode Classique, le joueur choisit les personnages qu'il souhaite affronter en dirigeant le trophée de son personnage vers ceux qu'il souhaite affronter.
Le mode Événements propose des combats avec des conditions de victoires définies. Il propose trois degrés de difficulté et est jouable jusqu'à deux joueurs.
Le mode Odyssée Smash est un jeu de plateau jouable avec les Mii. Tout comme le mode Aventure Smash sur Nintendo 3DS, l'objectif est de ramasser des améliorations pendant le nombre de tours imparti pour ensuite affronter les autres joueurs dans un combat traditionnel.
Le mode Commandes spéciales propose des défis avec des thèmes spécifiques. Les Commandes Créa-main se composent de trois types d'épreuves différentes nécessitant chacun un nombre de Goldus, l'argent du jeu. Le joueur doit réussir une de ces épreuves au choix avec une seule vie. Les Commandes Dé-mainiaque mettent en jeu 5 000 Goldus ou un bon pour participer à des défis de difficultés variables. Le joueur enchaîne les combats jusqu'à ce qu'il perde ou qu'il décide de vaincre Dé-mainiaque. Le joueur perd un grand nombre de récompenses s'il ne réussit pas.
Le mode Tournoi propose des affrontements jusqu'à 64 joueurs en matchs à élimination directe.

### Différences entre les versions
Bien que les deux versions proposent le même système de jeu et les mêmes personnages jouables, il subsiste quelques différences. La version Wii U propose des graphismes en haute définition en 1080p et 60 images par seconde. La version Nintendo 3DS offre des graphismes en 3D autostéréoscopie avec un effet d'ombrage de celluloïd qu'il est possible d’atténuer voire de supprimer, et tourne à 60 images par seconde (hormis les Trophées Aide et les Pokéballs qui tournent à 30 images par seconde).
Chaque version du jeu dispose de stages différents, même lorsqu'ils partagent un même thème,. La version Nintendo 3DS propose majoritairement des stages issus de jeux de consoles portables tandis que la version Wii U propose principalement des stages issus de jeux de consoles de salon. Certains stages sur Wii U proposent des règles particulières et un éditeur de stages y est également présent. Alors que chaque stage dispose de deux thèmes musicaux sur Nintendo 3DS, ceux sur Wii U en possède un nombre beaucoup plus important. De même, les Trophées sont différents dans les deux versions,.
Concernant les contrôles, la version Nintendo 3DS est compatible avec le bouton C de la New Nintendo 3DS mais pas avec le Circle Pad Pro, du fait des limitations techniques de la console. La version Wii U est compatible avec les manettes GameCube via un adaptateur officiel. La Nintendo 3DS peut également servir de manette pour le jeu Wii U aux joueurs possédant les deux versions du jeu ou grâce au logiciel Manette Smash disponible sur le Nintendo eShop.
Une mise à jour de la version Wii U permet de partager ses vidéos de combats sur YouTube.

## Développement
Le développement du jeu est annoncé sur Nintendo 3DS et Wii U par Masahiro Sakurai lors de l'E3 2011 alors que celui-ci n'avait pas encore commencé. En effet, l'équipe de Sakurai voulait dans un premier temps terminer son autre projet, Kid Icarus: Uprising, sorti en mars 2012. Le jeu est conjointement développé par Sora et plusieurs membres de Bandai Namco Games, notamment Tetsuya Akatsuka (Tekken), Kenya Kobayashi (Ridge Racer) et Yoshito Higuchi (Tales of),. Pour son travail de recherche et de réflexion sur le jeu, Sakurai a relu le site officiel de la série Smash Bros. DOJO!! en réfléchissant par rapport au développement des anciens épisodes, avant de déclarer que la série allait « changer de direction » pour mettre en avant la compatibilité entre les versions Nintendo 3DS et Wii U.
Pour la version Nintendo 3DS, Sakurai indique sa volonté de proposer une expérience davantage « individuelle ». Cela se présente sous la forme de personnages customisés transférables sur la version Wii U. Sakurai s'est également exprimé sur la possibilité d'inclure de nouveaux personnages de Nintendo et un personnage de Capcom dans ces opus. Aussi, l'équilibrage des personnages dans les précédents jeux de la série Super Smash Bros. était géré uniquement par Sakurai, mais il a donné son envie de confier ce travail à une équipe plus importante pour ces épisodes.
Le 23 janvier 2013, lors d'un Nintendo Direct, Nintendo annonce la présentation du jeu à l'E3 2013 sous sa forme Nintendo 3DS et Wii U. Début juin, Sakurai confirme la diffusion d'une bande-annonce pendant le Nintendo Direct de l'E3 2013. À la suite de cette annonce, des images ont été postées régulièrement sur le site officiel et sur Miiverse, et les différents personnages ont été présentés via des cinématiques. Au cours de l'E3 2013, Sakurai affirme qu'aucun contenu additionnel n'est prévu à cette date, et que les deux jeux pourraient avoir des dates de sorties différentes du fait des limitations techniques rencontrées, notamment concernant l'ajout des Ice Climbers dans la version Nintendo 3DS. Ces limitations rendent impossible la transformation d'un personnage lors d'un combat, d'où la séparation des personnages Zelda et Sheik ou d'aller sur Miiverse ou le Navigateur Web pendant que le jeu est en cours d'utilisation. De même, la console redémarre lorsque le jeu est quitté. Ces derniers problèmes sont résolus sur New Nintendo 3DS du fait de sa nouvelle architecture, plus puissante.
Lors d'une interview donnée à Joystiq en juin 2013, Sakurai déclare qu'il n'y aura pas de multiplate-forme entre les deux versions vu que la majorité des stages sont différents dans les deux jeux. Cependant, il annonce la possibilité de transférer les personnalisations des personnages entre les deux versions (cependant, le transfert est à usage unique et ne marchera pas de nouveau sur une même cartouche). Sakurai a également précisé en juillet 2013 qu'il n'y aura pas de mode histoire dans le même style que Super Smash Bros. Brawl avec des cinématiques du fait de la mise en ligne de vidéos des cinématiques par les joueurs sur des sites comme YouTube,. En avril 2014, lors d'un Nintendo Direct dédié au jeu, Nintendo annonce la sortie du jeu en été 2014 pour la version Nintendo 3DS et en hiver 2014 pour la version Wii U. Sakurai a choisi de sortir les deux jeux à des dates différentes pour se consacrer au débogage de chaque version.

### Musique
Super Smash Bros. for Nintendo 3DS / for Wii U propose des versions remaniées de différentes musiques issues des franchises présentes dans le jeu. Ces arrangements sont effectués par une quarantaine de compositeurs sur Nintendo 3DS, dont notamment Masashi Hamauzu, Yūzō Koshiro, Yasunori Mitsuda, Motoi Sakuraba, Yoko Shimomura, Mahito Yokota et Ryo Nagamatsu,. Vingt compositeurs supplémentaires sont intervenus sur la version Wii U. Au total, en rajoutant les contenus téléchargeables, le jeu propose 507 pistes audio.
Sur Nintendo 3DS, il est possible d'écouter la musique en mode veille en utilisant des écouteurs.
Un double CD contenant une partie des musiques de la bande originale est offert en enregistrant les deux versions du jeu sur le Club Nintendo, ; chaque CD contient trente-six musiques des versions Nintendo 3DS et Wii U.
- 2015 : Premium Sound SelectionCD 1 : RED

| No  | Titre                                                                             | Auteur                    | Durée |
| --- | --------------------------------------------------------------------------------- | ------------------------- | ----- |
| 1.  | Menu - Original                                                                   | Junichi Nakatsuru         | 2:12  |
| 2.  | How to Play - Super Smash Bros. Melee                                             |                           | 1:41  |
| 3.  | Ground Theme / Underground Theme - Super Mario Bros.                              | Tetsuya Shibata           | 2:15  |
| 4.  | Super Mario 3D Land Theme / Beach Theme - Super Mario 3D Land / Super Mario Bros. | Jesahm                    | 1:59  |
| 5.  | Try, Try Again - Mario & Luigi: Dream Team Bros.                                  | Yoko Shimomura            | 2:03  |
| 6.  | Kongo Jungle - Donkey Kong Country                                                | Hirokazu Ando             | 2:34  |
| 7.  | Stickerbush Symphony - Donkey Kong Country 2                                      | Michiko Naruke            | 2:13  |
| 8.  | Gerudo Valley - The Legend of Zelda: Ocarina of Time                              | Rio Hamamoto              | 2:17  |
| 9.  | Full Steam Ahead - The Legend of Zelda: Spirit Tracks / The Legend of Zelda       | Michiko Naruke            | 2:26  |
| 10. | Brinstar - Metroid                                                                | Shogo Sakai               | 1:43  |
| 11. | Obstacle Course (Spring/Summer) - Yoshi's Island                                  | Shota Kageyama            | 1:29  |
| 12. | Green Greens Ver. 2 - Kirby's Dream Land                                          | Masashi Hamauzu           | 2:03  |
| 13. | Corneria - Starwing                                                               | Hirokazu Ando             | 1:17  |
| 14. | Star Wolf's Theme / Sector Z - Lylat Wars                                         | Mahito Yokota             | 2:11  |
| 15. | Battle! (Trainer Battle) - Pokémon X & Pokémon Y                                  | Yuzo Koshiro              | 2:11  |
| 16. | N's Castle Medley - Pokémon Version Noire & Pokémon Version Blanche               | Shota Kageyama            | 2:16  |
| 17. | Mute City Ver. 3 - F-Zero                                                         | Kenji Ito                 | 2:06  |
| 18. | Id (Purpose) - Fire Emblem: Awakening                                             | Hiroki Morishita          | 2:17  |
| 19. | Wrath of the Reset Bomb - Kid Icarus: Uprising                                    | Yuzo Koshiro              | 2:25  |
| 20. | Dark Pit's Theme - Kid Icarus: Uprising                                           | Motoi Sakuraba            | 2:08  |
| 21. | Ashley's Song (JP) - WarioWare: Touched!                                          | Tomoko Sasaki             | 2:33  |
| 22. | Tortimer Island Medley - Animal Crossing: New Leaf                                | Masafumi Takada           | 2:14  |
| 23. | Kapp'n's Song - Animal Crossing: New Leaf                                         | Shohei Tsuchiya (ZUNTATA) | 2:17  |
| 24. | Running Theme / Countdown Theme - Punch-Out!! (NES)                               | Kumi Tanioka              | 2:11  |
| 25. | Gaur Plain - Xenoblade Chronicles                                                 | ACE+                      | 2:29  |
| 26. | You Will Know Our Names - Xenoblade Chronicles                                    | ACE+                      | 2:32  |
| 27. | Balloon Fight Medley - Balloon Fight                                              | Yoshihito Yano            | 2:17  |
| 28. | Bath Time Theme (Vocal Mix) - Nintendogs                                          | Masato Coda with RiRiKA   | 2:23  |
| 29. | Save the World, Heroes! - Mii en Péril II                                         | Daisuke Matsuoka          | 2:08  |
| 30. | Tomodachi Life - Tomodachi Life                                                   | Masafumi Takada           | 2:12  |
| 31. | PAC-MAN (Club Mix) - PAC-MAN                                                      | Hirokazu Tanaka           | 2:04  |
| 32. | Tetris: Type A - Tetris                                                           | Yoko Shimomura            | 2:09  |
| 33. | Trophy Rush - Original                                                            | Katsuro Tajima            | 2:35  |
| 34. | Multi-Man Smash - Original                                                        | Yoshihito Yano            | 2:34  |
| 35. | Credits - Original                                                                | Torine                    | 2:14  |
| 36. | Online Practice Stage - Original                                                  | Taku Inoue                | 1:18  |

CD2 : BLUE
| No  | Titre                                                                                     | Auteur                    | Durée |
| --- | ----------------------------------------------------------------------------------------- | ------------------------- | ----- |
| 1.  | Battlefield - Original                                                                    | Keiki Kobayashi           | 2:02  |
| 2.  | Super Mario Bros. Medley - Super Mario Bros.                                              | Koji Kondo                | 2:19  |
| 3.  | Athletic Theme / Ground Them - New Super Mario Bros. 2                                    | Yusuke Takahama           | 2:02  |
| 4.  | Egg Planet - Super Mario Galaxy                                                           | Nobuko Toda               | 2:08  |
| 5.  | Circuit - Mario Kart 7                                                                    | Junichi Nakatsuru         | 2:06  |
| 6.  | Gear Getaway - Donkey Kong Country Returns                                                | Noriyuki Iwadare          | 2:29  |
| 7.  | Donkey Kong Country Returns (Vocals) - Donkey Kong Country Returns                        | Kenji Yamamoto            | 2:12  |
| 8.  | Ballad of the Goddess / Ghirahim's Theme - The Legend of Zelda: Skyward Sword             | Ryo Nagamatsu             | 2:09  |
| 9.  | Main Theme / Underworld Theme - The Legend of Zelda                                       | Hideki Sakamoto           | 2:26  |
| 10. | Ocarina of Time Medley - The Legend of Zelda: Ocarina of Time                             | Michiko Naruke            | 2:03  |
| 11. | Temple Theme - Zelda II: The Adventure of Link                                            | Shogo Sakai               | 1:53  |
| 12. | Title (Metroid) - Metroid                                                                 | Kohta Takahashi           | 2:10  |
| 13. | Ending (Yoshi's Story) - Yoshi's Story                                                    | Masafumi Takada           | 2:55  |
| 14. | The Great Cave Offensive - Kirby's Fun Pak                                                | Hideki Sakamoto           | 2:20  |
| 15. | The Legendary Air Ride Machine - Kirby Air Ride                                           | Shogo Sakai               | 1:47  |
| 16. | Theme from Area 6 / Missile Slipstream - Lylat Wars / Star Fox Command                    | Motoi Sakuraba            | 2:02  |
| 17. | Battle! (Team Flare) - Pokémon X & Pokémon Y                                              | Motoi Sakuraba            | 2:12  |
| 18. | Battle! (Champion) / Champion Cynthia - Pokémon Version Diamant & Pokémon Version Perle   | Manaka Kataoka            | 2:12  |
| 19. | Route 10 - Pokémon Version Noire & Pokémon Version Blanche                                | Yoko Shimomura            | 2:02  |
| 20. | Fight 1 (Fire Emblem Gaiden) - Fire Emblem Gaiden                                         | Michiru Yamane            | 2:08  |
| 21. | Destroyed Skyworld - Kid Icarus: Uprising                                                 | Manami Kiyota             | 2:15  |
| 22. | Stage Select (Pikmin 2) - Pikmin 2                                                        | Masashi Hamauzu           | 2:14  |
| 23. | Xenoblade Chronicles Medley - Xenoblade Chronicles                                        | ACE (TOMOri Kudo / CHiCO) | 2:17  |
| 24. | Plaza / Title (Let's Go to the City / Wild World) - Animal Crossing: Let's Go to the City | Kumi Tanioka              | 2:20  |
| 25. | Tour - Animal Crossing: New Leaf                                                          | Hajime Wakai              | 2:17  |
| 26. | Duck Hunt Medley - Duck Hunt                                                              | Manabu Namik              | 2:18  |
| 27. | Light Plane (Vocal Mix) - Pilotwings                                                      | Masato Coda with RiRiKA   | 2:21  |
| 28. | The Mysterious Murasame Castle Medley - The Mysterious Murasame Castle Medley             | Shohei Tsuchiya (ZUNTATA) | 2:09  |
| 29. | Mii Plaza - Chaîne Mii                                                                    | Yasunori Mitsuda          | 2:03  |
| 30. | Mario Paint Medley - Mario Paint                                                          |                           | 2:02  |
| 31. | PAC-MAN'S PARK / BLOCK TOWN - PAC-MANIA                                                   | Yuji Masubuchi            | 2:07  |
| 32. | PAC-MAN - PAC-MAN                                                                         | Yuzo Koshiro              | 2:03  |
| 33. | Master Hand - Original                                                                    | LindaAI-CUE               | 2:19  |
| 34. | Credits (Smash Bros.): Ver. 2 - Super Smash Bros.                                         | Ryo Nagamatsu             | 2:22  |
| 35. | Menu 2 (Melee) - Super Smash Bros. Melee                                                  |                           | 1:10  |
| 36. | Results Display Screen - Super Smash Bros.                                                | Hiroyuki Kawada           | 0:49  |

### Version démo
Une version démo de Super Smash Bros. for Nintendo 3DS est sortie sur le Nintendo eShop le 10 septembre 2014 au Japon et le 19 septembre 2014 en Amérique du Nord et en Europe. Limitée à trente utilisations, elle propose de jouer seul ou avec d'autres joueurs en mode multijoueur local, avec cinq personnages et un stage pour des combats de deux minutes, et offre également la possibilité de visionner quelques Smashtuces visibles dans l'option Coffre du menu Extras. Nintendo a également proposé une version spéciale jouable une infinité de fois à certains membres du Club Nintendo dès le 12 septembre 2014,.

### Lancement
Super Smash Bros. for Nintendo 3DS est commercialisé le 13 septembre 2014 au Japon, le 3 octobre 2014 en Europe et en Amérique du Nord et le 4 octobre 2014 en Australie. Cette version profite d'une offre groupée avec une Nintendo 3DS aux couleurs du jeu en Europe et en Amérique du Nord,. Une première mise à jour est déployée le 12 septembre 2014 pour la version Nintendo 3DS. Celle-ci permet l'accès au jeu en ligne et ajoute le mode de jeu Conquête. Un patch corrigeant un bug du personnage Peach entraînant un bannissement du mode en ligne a été déployé le 19 septembre 2014. Une seconde mise à jour est déployée en février 2015 pour introduire la compatibilité avec les amiibo.
Super Smash Bros. for Wii U est commercialisé le 21 novembre 2014 en Amérique du Nord, le 28 novembre 2014 en Europe, le 29 novembre 2014 en Australie et le 6 décembre 2014 au Japon, avec la possibilité de pré-télécharger la version numérique à partir du 12 novembre. Cette version dispose d'une offre groupée comprenant une manette GameCube aux couleurs de la série et un adaptateur permettant de connecter ces manettes sur Wii U ou d'une offre avec la figurine amiibo de Mario.

### Contenu additionnel
Du contenu additionnel est commercialisé après la sortie du jeu. Différents objets de customisation et tenues sont proposés régulièrement pour les combattants Mii. Le premier personnage supplémentaire ajouté est le Pokémon Mewtwo, déjà présent dans Super Smash Bros. Melee, qui est disponible à partir du 15 avril 2015 pour les joueurs ayant enregistré les deux versions du jeu sur le Club Nintendo, puis du 28 avril pour les autres. Lucas de Mother 3, Ryu de Street Fighter et Roy de Fire Emblem sont ajoutés le 14 juin 2015, tout comme le stage Miiverse. Le personnage Cloud de Final Fantasy VII fait son apparition le 15 décembre 2015, accompagné d'un stage. Quant à Corrin de Fire Emblem Fates, il est disponible le 4 février 2016,.
Nintendo a également mis en place un site internet pour demander l'avis des joueurs sur les personnages qu'ils aimeraient voir dans le jeu. Le personnage arrivé en première place à l'échelle mondiale est Bayonetta, disponible le 4 février 2016,.
Le 11 février 2016, Masahiro Sakurai a annoncé la fin définitive du développement de contenu additionnel.

## Accueil

### Critiques
Super Smash Bros. for Nintendo 3DS reçoit des critiques positives de la part de la presse vidéoludique, avec un score moyen de 85% sur les sites de compilations de critiques Metacritic et GameRankings,. Selon Jeuxvideo.com, la version Nintendo 3DS n'est pas seulement un jeu permettant d'attendre la version Wii U, le qualifiant de jeu « ultra complet, addictif et fun », allant au-delà de leurs espérances. Les points mis en avant sont notamment le nombre de personnages disponibles et de modes de jeu, jouables en solo ou multijoueur. Gamekult salue la performance technique, qualifiant le jeu « d'une beauté et d'une fluidité sidérantes », la richesse du jeu et l'« inventivité » des nouveaux personnages, mais regrette cependant que le jeu soit trop similaire à l'épisode précédent. Par ailleurs, plusieurs joueurs ont fait part de l'endommagement du pad circulaire de la Nintendo 3DS après avoir joué plusieurs heures au jeu,.
Super Smash Bros. for Wii U reçoit des critiques très positives de la part de la presse vidéoludique, avec un score moyen de 92 % sur les sites de compilations de critiques Metacritic et GameRankings,.

### Ventes
En deux jours de commercialisation au Japon, Super Smash Bros. for Nintendo 3DS s'écoule à 944 644 exemplaires selon Media Create, soit 93,45% du stock initial. Nintendo annonce que le jeu dépasse le million d'exemplaires vendus sur Nintendo 3DS, en comptabilisant les ventes dématérialisées. Selon Famitsu, il s'agit du meilleur démarrage de la série, avec plus de 170 000 exemplaires vendus de plus que Super Smash Bros. Brawl. Le 29 septembre 2014, quatre jours avant sa sortie nord-américaine, Super Smash Bros. for Nintendo 3DS est la meilleure vente du site Amazon.com. Au 7 octobre 2014, les ventes mondiales du jeu Super Smash Bros. for Nintendo 3DS s’élèvent à 2,8 millions d'exemplaires. Au 13 novembre 2014, Nintendo annonce que les ventes aux États-Unis ont dépassé le million d'exemplaires, faisant de Super Smash Bros. for Nintendo 3DS le dixième jeu Nintendo 3DS à dépasser ce cap dans ce pays.
Selon Nintendo, les précommandes de Super Smash Bros. for Wii U sont supérieures à celles de Mario Kart 8. Le jeu s'écoule à 490 000 exemplaires en trois jours de commercialisation aux États-Unis, devenant ainsi le meilleur lancement d'un jeu Wii U dans le pays.
Au 31 décembre 2015, Nintendo annonce avoir écoulé 7,92 millions d'exemplaires de la version 3DS et 4,61 millions d'exemplaires de la version Wii U,. En avril 2018, Nintendo annonce 9,24 millions de ventes pour la version 3DS.

### Récompenses
Super Smash Bros. for Nintendo 3DS est élu meilleur jeu de l'année 2014 par les sites Digital Spy et Nintendo Life,, et est récompensé du titre de « meilleur jeu sur console portable » aux DICE Awards 2015.
Super Smash Bros. for Wii U est élu meilleur jeu de l'année 2014 par les sites Digital Spy, Nintendo Life et Metacritic,,, meilleur jeu de combat de l'année par le site GameTrailers, et meilleur jeu multijoueur de l'année par les sites Destructoid et IGN,. Le jeu est aussi récompensé du prix du « meilleur jeu de combat de l'année » lors des Game Awards en 2014 et des DICE Awards 2015.

## Postérité
Nintendo France, en partenariat avec la web TV de Jeuxvideo.com Gaming Live, organise entre juin et novembre 2015 un championnat de France de Super Smash Bros.. Des phases de qualifications sur la version Nintendo 3DS se déroulent à Toulouse, Paris, Lille, Lyon ainsi que sur Internet, et la grande finale sur la version Wii U se déroule au Paris Games Week 2015 le 1er novembre 2015.